# Neophyllis
Neophyllis is een geslacht van korstmossen behorend tot de familie Sphaerophoraceae. De typesoort is Neophyllis melacarpa. Het geslacht bevat twee soorten die voorkomen in Australazië. Oorspronkelijk was dit geslacht ingedeeld in de familie Cladoniaceae, maar in 1999 werd het verplaatst naar de familie  Sphaerophoraceae.

## Soorten
Volgens Index Fungorum telt het geslacht twee soorten (peildatum februari 2022):
| Soortnaam              | Auteur(s)                    | Publicatiejaar |
| ---------------------- | ---------------------------- | -------------- |
| Neophyllis melacarpa   | F. Wilson                    | 1891           |
| Neophyllis pachyphylla | (Müll. Arg.) Gotth. Schneid. | 1980           |